# Albert Zimmermann (Maler)
August Albert Zimmermann  (* 20. September 1809 in Zittau; † 18. Oktober 1888 in München) war ein deutscher Maler.

## Leben
Er war der älteste Bruder von Max, Robert und Richard Zimmermann, die teils auch seine Schüler waren.
Zimmermann wandte sich mit 21 Jahren als Autodidakt der Landschaftsmalerei zu und ging zur Ausbildung an die Akademie nach Dresden und 1831 nach München. Dort gründete er eine vielbesuchte Malschule für Landschaftsmalerei. 1857 erhielt er eine Professur an der Mailänder Kunstakademie, wohin ihm sein Lieblingsschüler Adalbert Waagen folgte. 1859 oder 1860 ging Zimmermann nach Wien, wo er bis 1872 an der Akademie der bildenden Künste wirkte. Dann nahm er 1880 seinen Wohnsitz in Salzburg und siedelte 1884 oder 1885 nach München über, wo er 1888 starb.

## Rezeption
Zimmermann war ein herausragender Vertreter der heroisch-historischen Landschaftsmalerei. Er wählte die Motive zu seinen großartig aufgefassten stilisierten Landschaften mit Vorliebe aus der Gebirgsnatur (oft mit biblischer Staffage), hat daneben aber auch Naturporträts bei poetischer Beleuchtung gemalt. Seine Vorbilder  waren Joseph Anton Koch und Bonaventura Genelli.

## Werke (Auswahl)

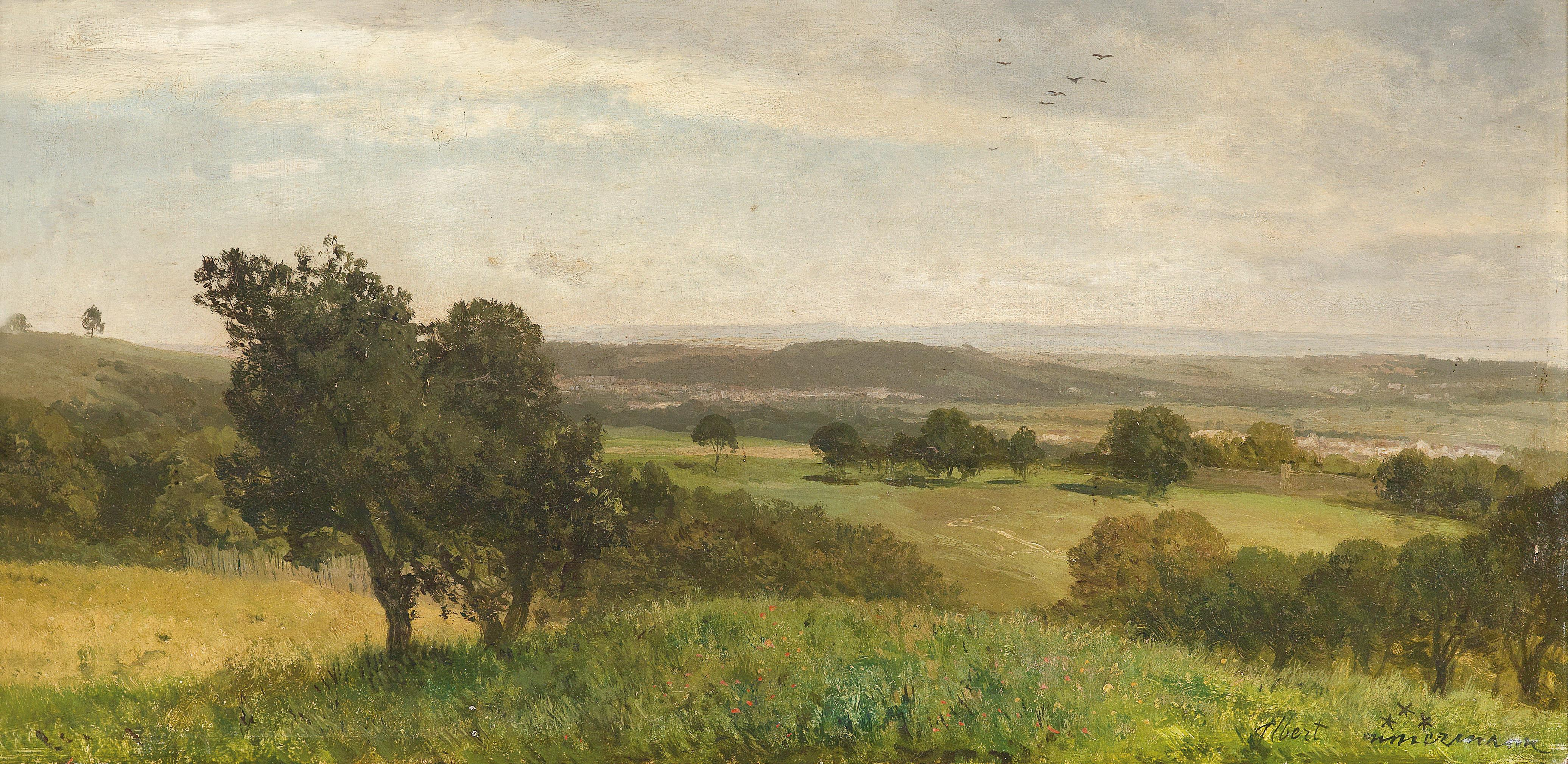
Landschaftsmotiv aus Niederösterreich
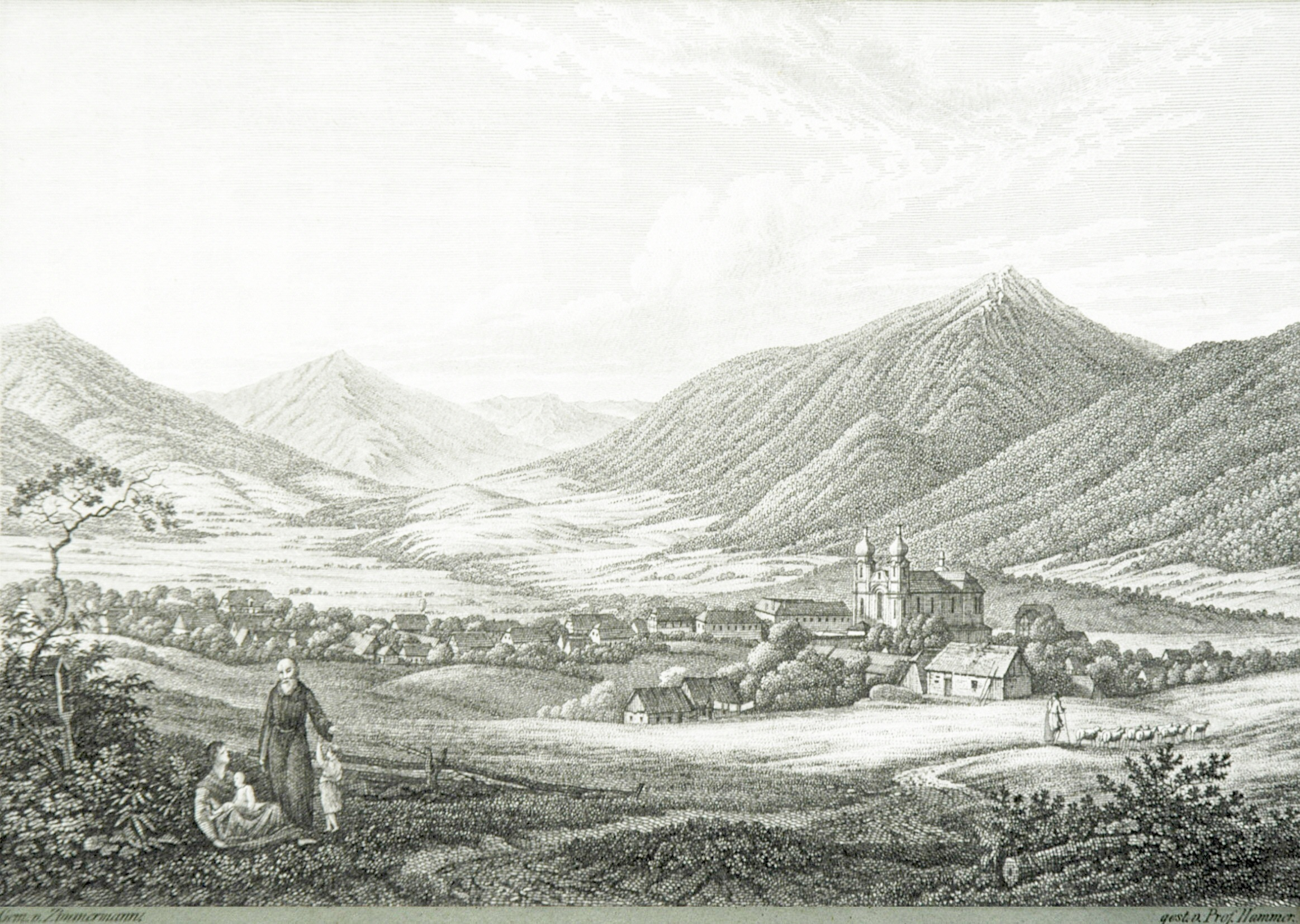
Heindorf (Heinice) in Böhmen mit Wallfahrtskirche Mariae Heimsuchung und Franziskanerkloster
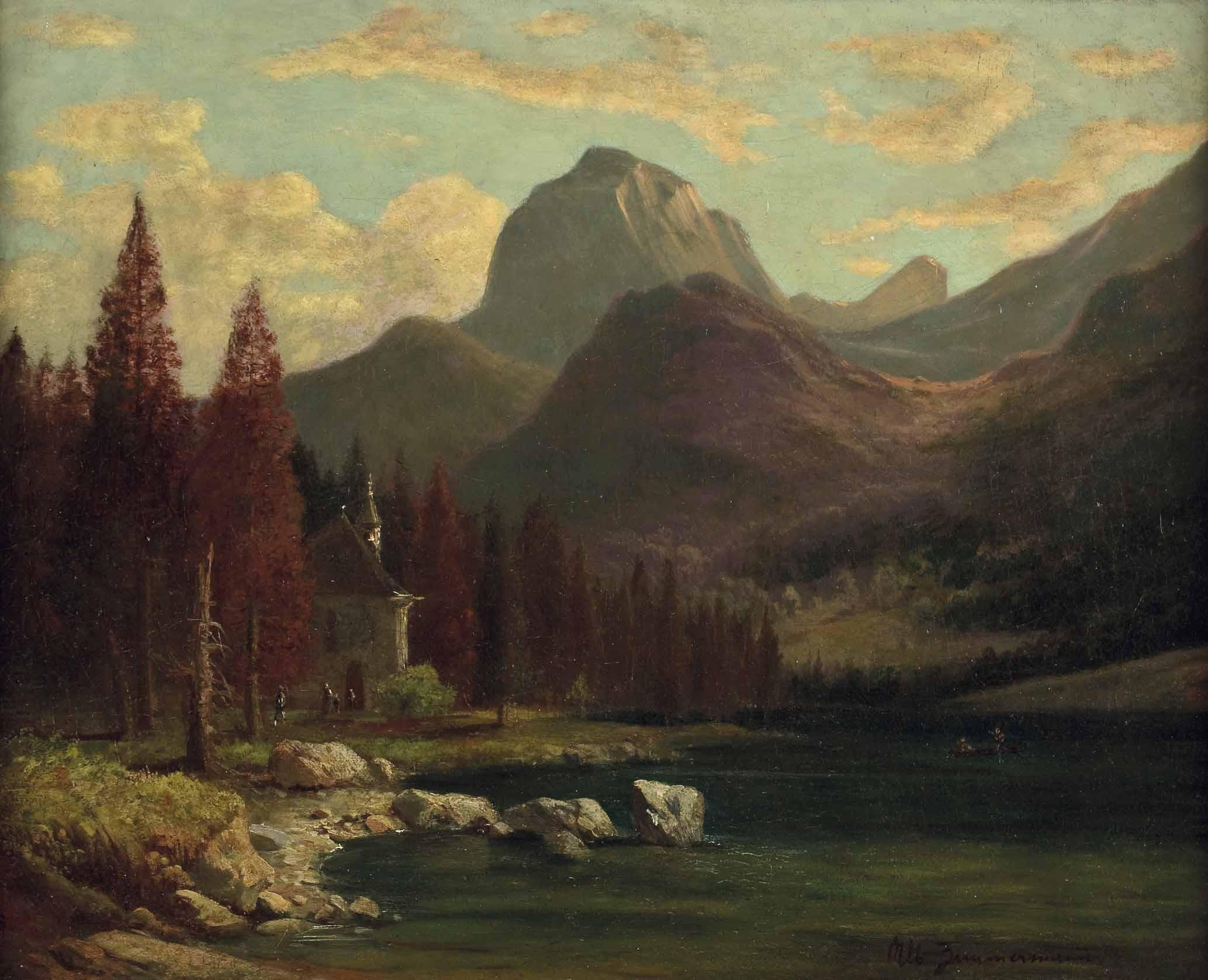
Antonikapelle am Hintersee bei Berchtesgaden

- Gebirgslandschaft mit Wasserfall (Neue Pinakothek in München)
- Felsenlandschaft mit Kampf von Kentauren mit Tigern (Neue Pinakothek in München)
- Faust und Mephistopheles am Hochgericht (Staatsgalerie Stuttgart)
- Obersee bei Berchtesgaden (Staatsgalerie Stuttgart)
- In den Hochalpen (Städelsches Museum zu Frankfurt)
- Kampf der Kentauren mit Löwen (Museum zu Leipzig)
- Der ertrunkene Hirte (Österreichische Galerie Belvedere in Wien)
- Sonnenuntergang (Galerie der Wiener Akademie der bildenden Künste)
- Luganer See (Galerie der Wiener Akademie der bildenden Künste)
- Die Pflügung des Ackers (Galerie zu Dresden)
- Morgendämmerung am Groß-Venediger
- Alpenglühen am Lago Piano in der Lombardei
- Waldbrand am Hintersee
- Die verschüttete Alpe
- Wassersturz in der Ramsau
- Ein Bergsturz
- Sturmbewegte Landschaft aus den Tauern
- Sonnenuntergang im Hochgebirge
- Gebirgssee mit biblischer Staffage